# Червяков, Дмитрий Иванович
Дмитрий Иванович Червяков (7 сентября 1922 – 19 сентября 2020) – участник Великой Отечественной войны, ветеран отдельной мотострелковой бригады особого назначения (ОМСБОН) НКВД СССР, советский хозяйственный, государственный и политический деятель, Герой Социалистического Труда (16.01.1974).

## Биография
Родился Дмитрий Иванович 7 июня 1922 года в деревне Мокшаны, ныне Сердобского района Пензенской области.
Детские годы у него выдались тяжёлыми. В начале 1930-х годов начался голод, из-за которого в 1933 году умер глава семейства – отец, Иван Червяков. После этого мать отдала сына в семью к брату, потому что справится с пятью детьми и прокормить всех она не смогла. В семье у дяди Дмитрий был нежеланным гостем, и видя это, он сбежал и начал беспризорничать, пока в 1935 году не попал в детский дом.
В 1937 году Дмитрий Червяков начал трудовой путь. Он работал в Орлово-Таловской машинно-тракторной станции в Саратовской области, а потом отучившись в Автосельхозуче, получил профессию токаря и был направлен на авиационный завод № 292 Наркомата авиационной промышленности СССР в Саратове.
В 1941 году Дмитрий Червяков вступил в ряды Красной Армии. Он оборонял Москву в составе отдельной мотострелковой бригады особого назначения (ОМСБОН) НКВД СССР, участвовал в легендарном параде 7 ноября 1941 года в Москве на Красной площади. Сразу же после парада его рота была брошена под Яхрому, где инструктором-минёром специального отряда 14-го отдельного гвардейского батальона минёров Дмитрий Иванович принял первое боевое крещение в бою с вражеским десантом. Потом в качестве минера он сражался в боях за Тулу и Сталинград, освобождал Украину.
В 1943 году по специальному заданию командования фронтом он был заброшен в глубокий тыл врага – в отдельный советский партизанский отряд «Олимп», который находился на территории Словакии. Там он стал помощником командира взвода подрывников. Практически до мая 1945 года старший сержант Червяков совершал рейды в тылу врага, участвовал в Словацком национальном восстании в 1944 году. В том же 1944 году судьба свела Дмитрия Ивановича с будущей супругой – радисткой Александрой Константиновной Никулиной (16.05.1921 – 25.04.2018), а 9 мая 1945 года они поженились и с того времени сохраняли верность друг к другу более 70 лет.
После окончания Великой Отечественной войны и до 1949 года Дмитрий Иванович служил в войсках Министерства государственной безопасности (МГБ) СССР и участвовал в борьбе с послевоенным бандитизмом в Белорусской и Украинской ССР, за что был награждён медалью «За отвагу».
С 1949 года по 2004 год Дмитрий Иванович работал токарем электроремонтного цеха на Минском приборостроительном заводе имени Ленина (ныне ОАО «Амкодор-Белвар»).
Указом Президиума Верховного Совета СССР от 16 января 1974 года (с грифом «не подлежит опубликованию») за выдающиеся успехи в выполнении и перевыполнении планов 1973 года и принятых социалистических обязательств Червякову Дмитрию Ивановичу было присвоено звание Героя Социалистического Труда с вручением ордена Ленина и золотой медали «Серп и Молот».
Избирался депутатом Верховного Совета Белорусской ССР 9-го созыва (1975-1980).
Проживал Дмитрий Иванович в белорусской столице – городе Минске. По мере сил и здоровья ещё с советских времён принимал участие в общественной и ветеранской работе, пока были живы боевые товарищи – ездил на встречи. Он был последним участником легендарного парада 7 ноября 1941 года, проживающим в городе Минске.
Ушёл из жизни Дмитрий Иванович Червяков 19 сентября 2020 года в возрасте 98 лет.